# Joachim Rodenkirch
Joachim Rodenkirch (* 14. März 1964 in Daun) ist ein deutscher Kommunalpolitiker (CDU). Seit dem 1. Juli 2009 ist er Bürgermeister der Stadt Wittlich,  der Kreisstadt des rheinland-pfälzischen Landkreises Bernkastel-Wittlich.

## Leben und Beruf
Rodenkirch wuchs in Strohn (Eifel) auf. Nach dem Abitur 1983 am Thomas-Morus-Gymnasium in Daun verpflichtete er sich für zwei Jahre bei der Bundeswehr und wurde Reserveoffizier. 1985 begann er sein Studium der Forstwirtschaft in Rottenburg am Neckar, welches er 1989 als Diplom Forstingenieur (FH) abschloss. Von 1989 bis 2009 war er Forstbeamter zunächst des Landes Rheinland-Pfalz, später kommunaler Forstbeamter der Stadt Wittlich.
Rodenkirch trat 2009 in die CDU ein. Seit 2014 ist er Mitglied im Kreistag Bernkastel-Wittlich.
Am 7. Juni 2009 wurde er als Bürgermeister der Stadt Wittlich im ersten Wahlgang bei fünf Mitbewerbern gewählt. Er erhielt 59,35 Prozent der Stimmen und damit die erforderliche Mehrheit von über 50 Prozent.
Am 12. März 2017 wurde Rodenkirch mit 91,7 Prozent der Stimmen als Bürgermeister der Stadt Wittlich im Amt bestätigt.
Nach einem Streit auf der Wittlicher Säubrennerkirmes 2023, bei dem ein 28-Jähriger zu Tode kam, entschied sich Rodenkirch die Kirmes fortzuführen. In der Folge wurde er im Internet beleidigt und erhielt Drohungen per E-Mail.

## Privates
Joachim Rodenkirch ist seit 1997 verheiratet. Das Paar hat eine Tochter und einen Sohn.